# 골프급 잠수함
골프급 잠수함은 배수량 2,000톤급의 소련의 탄도미사일 발사용 디젤 잠수함(SSB)이다. 잠수함 발사용 탄도 미사일(SLBM) 3발을 탑재할 수 있다. 탄도 미사일을 발사할 수 있는 재래식 잠수함(SSB)으로는 마지막 함급이며, 소련은 그 다음부터는 호텔급 잠수함(SSBN)을 건조, 원자력 추진으로 바꾼다.
1958년부터 모두 23척이 건조되었으며, 1991년 소련이 멸망하기 직전인 1990년까지 사용되었다. 북한이 고철로 10여척을 수입했다. 3개의 탄도미사일 발사관이 있으며, R-21 미사일을 발사한다.
2004년 영국의 군사전문지 제인스 디펜스 위클리는 북한이 1993년 일본의 고철 거래상으로부터 러시아의 퇴역 잠수함 12대를 구입했고, 이 잠수함에 남아 있던 R-21 미사일 발사 시스템에서 미사일 개발과 관련해 중요한 요소를 얻었다고 보도했다.
북한의 노동 1호의 중량과 직경 그리고 사정거리 등의 특징은 러시아의 R-21과 유사하며, R-21의 개량형으로 추정된다.
중국은 2009년 골프급 잠수함(SSB)에서 JL-2 미사일을 시험발사했다. 사거리 8,000 km의 핵탄도미사일인 JL-2는 진급 잠수함(SSBN)에 배치될 예정이다.

## 파생형
프로젝트 629오리지날. 나토명 골프 I. 1958년부터 1962년까지 22척 건조. 수중배수량 3,500톤, 승무원 80명, SLBM 3발
프로젝트 601K-118는 1969년부터 1974년까지 개조되었다. 나토명 골프 III, 배수량이 4,000톤으로 늘어났다. R-29(SS-N-8) SLBM 6발을 장착했다. R-29 비소타, SS-N-8 소플라이 Mod 1, 무게 32톤, 탄두중량 1.1톤, 2단 액체연료, 사거리 7,700km
프로젝트 605K-102는 1969년부터 1973년까지 개조되었다. 나토명 골프 IV. 18.3 m 길어졌다. R-27K(SS-N-13) SLBM 4발을 장착했다.
프로젝트 619K-153은 1976년에 SS-N-20 SLBM 시험발사를 위해 개조되었다. 나토명 골프 V. R-39 리프, SS-N-20 스터전, 무게 84톤, 3단 고체연료, 사거리 8,300km, 200 kt MIRV 10발
프로젝트 629RK-61, B-42, K-107 3척이 1973년부터 1979년까지 블라디보스토크에서 개조되었다. 미사일, 어뢰를 제거하고 지휘소를 넣었다. 나토명 골프 SSQ

## 북한
북한이 SLBM 3발을 탑재하는 골프급 잠수함 2척을 남포조선소에서 건조중이라는 보도가 있다. 북한 동해의 신포 잠수함 기지에서 출발해 워싱턴 DC가 4,000km 정도 되는 미국 서해안 LA 인근까지는 10,000km 거리다. 항속거리가 17,600km여서 왕복하기에는 무리가 있다. SLBM 사거리가 6,000km가 된다면 8,000km 지점을 왕복하면 된다.
골프 III급은 배수량 4천톤, R-29 6발을 장착했다. 요즘은 미국에서 MGM-134 미지트맨이 개발된 적이 있는데, MGM-134 12발 정도를 골프 III급에 탑재할 수 있을 것으로 추정된다. 북한이 MGM-134 미지트맨을 개발했다는 것은 아니다.
- R-29 비소타,  소련, 무게 32톤, 탄두중량 1.1톤, 2단 액체연료, 사거리 7,700km
- MGM-134 미지트맨,  미국, 무게 13.6톤, 사거리 11,000km, 3단 고체연료, 475kt 수소폭탄 1발

2019년 7월 23일, 북한 김정은이 최신형 잠수함을 시찰했다. 위치는 신포 조선소로 추정된다. 사진 3장이 노동신문에 실렸는데, 이름, 제원은 밝히지 않았다. 한국군의 전직 잠수함 함장은 사진만 보면 새로 건조한 잠수함이 아니라 골프급을 개조한 것으로 보인다고 말했다. 북한 역사상 가장 최대 크기의 잠수함이다.

## 같이 보기
- 스커드 미사일 - 골프급에 3발 탑재되는 R-11 미사일이다.
- 노동 1호 - 골프급에 3발 탑재되는 R-21 미사일이다.